# Britney (album)
A Britney Britney Spears amerikai énekesnő harmadik stúdióalbuma. A lemez 2001 novemberében jelent meg. Bár eladások tekintetében nem lett annyira sikeres, mint az előző két album, már az első héten 745 744-et adtak el belőle, ezzel megelőzte Michael Jackson Invincible című albumát. Hogy népszerűsítse az albumot, Spears 2001-ben megkezdte a "Dream Within a Dream" turnét. Az album az első helyen debütált az amerikai Billboard 200 slágerlistán és 2001 legsikeresebb női albuma lett. Britney volt az első olyan előadó, akinek első három albuma az első helyen szerepelt a Billboard 200-on, később megdöntötte saját rekordját negyedik albumával, az In the Zone-nal, amely szintén az első helyre került. Grammy-díjra jelölték az Overprotected című számát, ami végül nem nyert. Világszerte 16 millió példányban kelt el. Az album pozitív kritikában részesült.
Britney elmondása szerint az album dalainak kiválasztása volt a legnehezebb feladat.

## Kritika
Az AllMusic 4,5 pontot adott az 5-ből. „Britney arra törekszik, hogy elmélyítse személyiségét, de megmutassa, hogy ő még mindig Britney.” A Metacritic 100-ból 54,12 pontot adott. A Rolling Stone szerint Britney egyértelműen fel akar nőni.
Az album minden idők 97. legjobb albuma.[forrás?]

## Kislemezek
A lemezhez eredetileg 6 kislemez és 5 videóklip készült. Az első kislemez az I’m a Slave 4 U, ami a Billboard Hot 100-on a 27. helyig jutott. A dalt jelölték három MTV VMA díjra, és Britney 2001-ben elő is adta a díjkiosztón. A kislemezből világszerte 3 000 000 példány kelt el.
Az album második kislemeze az Overprotected lett, amelyhez két videóklipet is forgattak. A dalt 2002-ben Grammy-díjra jelölték, de nem nyert. A dal főleg Europában ért el nagy sikereket, az Egyesült Királyságban a 4. helyig jutott a slágerlistán. A kislemezből 2 000 000 kelt el. Az album harmadik kislemeze az I’m Not a Girl, Not Yet a Woman lett. Ez volt a főcímdala Britney első filmjének, a Crossroadsnak. Világszerte 2 000 000 példányban kelt el.
Az album negyedik kislemeze az I Love Rock 'n' Roll lett. Ez a dal szintén szerepelt a filmben. Az ötödik kislemez az Anticipating lett. Ehhez a dalhoz nem készítettek klipet.
A Boys az album utolsó kislemeze. A kislemezen a dal remixváltozata jelent meg, amelyben Britney Pharrell Williamsszel énekelt.

## Eladási adatok
Az album első helyen nyitott a Billboard Hot 100-on. Listavezető volt Ausztriában (platinalemez), Kanadában (négyszeres platina) és Németországban (platina). Az
USA-ban az első héten 776 000, a második héten 337 000, a harmadik héten a nyaralási szezon miatt 451 000, a negyedik héten pedig 264 000 példány kelt el, megjelenése óta összesen ötmillió.
A kanadai albumslágerlistán is már az első héten az első helyre került, 44 500 eladott példánnyal. Japánban szintén első helyen nyitott, 66 000 eladott példánnyal. Franciaországban 500 000 db fogyott belőle, Európában összesen kétmillió, világszerte 16 millió.

## Számlista
A lemezen eredetileg 15 dal található, de ez országonként változhat.
1. I’m a Slave 4 U (Hugo, Williams) – 3:23
2. Overprotected (Martin, Rami) – 3:18
3. Lonely (Jerkins, Kierulf, Schwartz, Spears) – 3:19
4. I’m Not a Girl, Not Yet a Woman (Dido, Martin, Rami) – 3:51
5. Boys (Hugo, Williams) – 3:26
6. Anticipating (Kierulf, Schwartz, Spears) – 3:16
7. I Love Rock 'n' Roll (Hooker, Merrill) – 3:06
8. Cinderella (Martin, Rami, Spears) – 3:39
9. Let Me Be (Kierulf, Schwartz, Spears) – 2:51
10. I Run Away (bónuszdal, nem minden kiadáson)
11. Bombastic Love (Martin, Rami) – 3:05
12. That’s Where You Take Me (Kierulf, Schwartz, Spears) – 3:32
13. When I Found You (Eloffson, Hill) – 3:36
14. Before the Goodbye (bónuszdal) (Spears, Transeau, Schwartz, Kierulf) – 3:50
15. What It’s Like to Be Me (Robson, Timberlake) – 2:50

## Slágerlistás helyezések
| Slágerlista (2001)                | Legjobb helyezés |
| --------------------------------- | ---------------- |
| Ausztrál albumslágerlista         | 4                |
| Brit albumslágerlista             | 2                |
| European Top 100                  | 2                |
| Belga albumslágerlista (Flandria) | 3                |
| Belga albumslágerlista (Vallónia) | 7                |
| Finn albumslágerlista             | 19               |
| Francia SNEP albumslágerlista     | 2                |
| Görög albumslágerlista            | 2                |
| Holland albumslágerlista          | 11               |
| Japán Oricon slágerlista          | 4                |
| Kanadai albumslágerlista          | 1                |
| Magyar albumslágerlista           | 5                |
| Német albumslágerlista            | 1                |
| Norvég albumslágerlista           | 5                |
| Osztrák albumslágerlista          | 1                |
| Svájci albumslágerlista           | 1                |
| Svéd albumslágerlista             | 6                |
| USA Billboard 200                 | 1                |
| Új-zélandi RIANZ albumslágerlista | 17               |